# Partit per una Turquia Independent
El Partit per una Turquia Independent (turc Bağımsız Türkiye Partisi, BTP) és un partit polític de Turquia d'inspiració nacionalista i islamista fundat el 25 de setembre de 2001 per Haydar Baş, compromès en la defensa dels valors tradicionals i nacionals. 

## Resultats electorals
| Elecció | Vots    | %     | Escons |
| ------- | ------- | ----- | ------ |
| 2002    | 150.154 | 0,48% | 0      |
| 2007    | 178.694 | 0,51% | 0      |